# Paolo Ciavatta
Paolo Ciavatta (né le 6 novembre 1984 à Nereto,) est un coureur cycliste italien.

## Biographie
Paolo Ciavatta est originaire de Nereto, une commune située dans la région des Abruzzes. Il commence sa carrière sportive à huit ans dans le football, où il joue au poste d'attaquant. Après huit années de pratique, il abandonne finalement cette discipline en 2000 pour se tourner vers le vélo. Il prend sa première licence cycliste au club La Montagnola Cicli Di Lorenzo, durant sa seizième année. 
En 2002, il obtient cinq victoires, dont le titre de champion régional des Abruzzes juniors (moins de 19 ans). Il court ensuite au sein de l'équipe Italfer Sofer Cerone de 2003 à 2005. Victorieux à deux reprises, il change de nouveau de formation en 2006 pour intégrer la Futura Team Matricardi, dirigée par l'ancien coureur cycliste Franco Chioccioli. Deux ans plus tard, il est recruté par la SC Monturano-Civitanova Marche. 
Lors de la saison 2009, il s'illustre en étant l'un des meilleurs amateurs italiens. Bon puncheur, il remporte onze courses, parmi lesquelles le Giro Ciclistico del Cigno, inscrit au calendrier de l'UCI. Grâce à ses bonnes performances, il passe professionnel en 2010 au sein de l'équipe Acqua & Sapone-Caffè Mokambo, après y avoir été stagiaire. Il obtient son meilleur résultat au mois d'aout avec une cinquième place sur le Grand Prix de la ville de Camaiore. 
En 2011, il termine neuvième du Trofeo Laigueglia. Il participe également à diverses compétitions du calendrier World Tour comme Tirreno-Adriatico, Milan-San Remo ou le Tour de Lombardie. L'année suivante, il n'obtient aucun résultat notable. Il est par ailleurs victime de l'arrêt de son équipe Acqua & Sapone. Sans contrat en 2013, il ne reprend la compétition qu'en 2014 au sein de l'équipe continentale Area Zero. Il retrouve de bonnes sensations en terminant meilleur grimpeur du Tour de Castille-et-León, dixième du Grand Prix de Lugano ou encore onzième de Paris-Cammbert

## Palmarès et classements mondiaux

### Palmarès
- 2005
  - Coppa Langione
- 2008
  - Targa Crocifisso
  - 2e du Trofeo SS Addolorata
  - 2e de la Coppa Ciuffenna
  - 2e du Trophée Rigoberto Lamonica
  - 3e du Trofeo Festa Patronale
- 2009
  - Trofeo Alta Valle del Tevere
  - Coppa Fiera di Mercatale
  - Gran Premio San Basso
  - Classica di Colbuccaro
  - Mémorial Gerry Gasparotto
  - La Ciociarissima
  - Trofeo Memorial Tito Squadroni
  - Giro Ciclistico del Cigno
  - Trofeo SS Addolorata
  - Giro del Valdarno
  - 2e du Gran Premio Pretola
  - 2e de la Gara Ciclistica Montappone
  - 2e du Trofeo Salvatore Morucci
  - 2e du Gran Premio Ezio Del Rosso
  - 3e du Mémorial Morgan Capretta
  - 3e du Tour d'Émilie amateurs
  - 3e du Trofeo San Serafino
- 2015
  - 3e du Grand Prix Izola

### Classements mondiaux
| Année           | 2008 | 2009 | 2010 | 2011 | 2012  | 2013 | 2014 | 2015 |
| --------------- | ---- | ---- | ---- | ---- | ----- | ---- | ---- | ---- |
| UCI Europe Tour | 903e | 374e | 575e | 973e | 1198e | nc   | 718e | 446e |